# Red Carpet Massacre
Red Carpet Massacre é o 12º álbum de estúdio da banda britânica Duran Duran. Foi lançado em 13 de novembro de 2007 pela Epic Records. A maior parte das músicas do álbum foi concluída no final de 2006, após a saída do membro da banda Andy Taylor, o produtor Timbaland começou a trabalhar com a banda. "Falling Down" foi o único single lançado do álbum.
O álbum estreou na #44 posição no UK Albums Chart, tornando-se o segundo álbum com posições inferiores nas paradas musicais depois de Pop Trash. O álbum também estreou na #36 posição na Billboard 200 dos EUA, vendendo 29.000 cópias em sua primeira semana. Na semana seguinte, caiu para a #116 posição. A partir de fevereiro de 2011, o álbum vendeu 102.000 cópias nos Estados Unidos.
Foi o segundo e último álbum do Duran Duran lançado com a Epic Records, antes de a banda deixar a gravadora em 2009.

## Gravação do álbum
A banda fez sua gravação inicial com o seguimento de Astronaut com o produtor Michael Patterson entre setembro de 2005 e abril de 2006. Roger Taylor disse em março de 2006: "O álbum será, de certa forma, uma homenagem às nossas raízes como banda, mais direta e um retorno à nossa dança e às origens do new-wave, acrescentando que eles trouxeram 15 faixas para a conclusão.
O álbum foi provisoriamente intitulado "Reportage" e seria lançado no final de maio de 2006 com uma turnê de verão, mas como relatado pela Billboard, o álbum foi atrasado, já que o guitarrista Andy Taylor teve um desentendimento com o resto da banda por razões desconhecidas e o material arquivado em favor de gravar o Red Carpet Massacre.

## A saída de Andy Taylor
Andy Taylor não se apresentou em nenhum dos shows do Duran Duran em outubro e não participou durante as sessões de Nova York com o Timbaland, e em 25 de outubro de 2006, uma mensagem postada no site da banda anunciou: "No final de semana passado [...] quatro de nós encerramos nossa parceria e continuarão como Duran Duran sem Andy, pois chegamos a um ponto em nosso relacionamento com ele, onde há um abismo impraticável entre nós e não podemos mais efetivamente funcionar juntos."
Dominic Brown, que havia tomado o lugar de Taylor em vários shows perdidos no passado, foi contratado como guitarrista do Duran Duran, participando das sessões de gravação. Brown já se apresentou com a banda como guitarrista de turnê em tempo integral.
Taylor disse à revista Rolling Stone que ele era a favor de um som mais elétrico, enquanto Le Bon queria ir em uma direção diferente envolvendo pessoas como Justin Timberlake e Timbaland. Além disso, Taylor escreveu em sua autobiografia que, nas renovadas disputas entre si, Nick Rhodes e Le Bon pioraram, e não foi ajudado pelo estado emocional de Taylor após a morte de seu pai, mais tarde diagnosticado como depressão clínica.
De acordo com a autobiografia de Taylor, a última gota veio quando ele descobriu que a administração da banda não tinha conseguido obter um visto de trabalho para ele gravar nos Estados Unidos. Os outros membros da banda mantiveram que eles esperavam que ele aparecesse para a sessão de gravação com Timbaland, mas que ele ficou incomunicável e estava inacessível por telefone ou e-mail, não deixando outra alternativa senão continuar sem ele.

## Refazendo o álbum
A banda decidiu reescrever o álbum inteiro após a saída de Taylor. 14 músicas foram concluídas para o Reportage, mas de acordo com Le Bon: "Quando nos sentamos e ouvimos o que tínhamos feito sozinhos, não sentíamos que tínhamos uma faixa principal, então entramos em contato com Timbaland, que foi o único produtor lá fora que nós sabíamos que todos gostávamos."
Após as sessões de Nova York em setembro, a banda se mudou para o Metropolis Studios em Londres com Danja e Douglass para as próximas sessões. De acordo com o The Sun em março de 2007, eles tinham uma faixa que precisava de um vocal feminino, e eles estavam tentando combinar com Nelly Furtado. Em última análise, no entanto, uma vocal feminina no álbum nunca se materializou.
Em junho de 2007, Duran Duran anunciou em seu site oficial que eles estavam gravando outra faixa com Timberlake, intitulada "Falling Down". No entanto, foi "Nite-Runner" que a banda decidiu estrear no aguardado show de fã-clube Hammerstein Ballroom, em Nova York, no dia 17 de junho, e Le Bon ainda o apresentava como o provável primeiro single da  banda. [11] Várias outras faixas do álbum ("The Valley", "Red Carpet Massacre", "Skin Divers" e "Box Full O' Honey") foram tocadas no sistema de som do show, mas não foram tocadas ao vivo.
Após o show em Nova York e uma festa para a mídia em que o título do álbum foi anunciado, os membros da banda Le Bon, Rhodes, John Taylor e Roger Taylor voltaram para a Inglaterra para trabalhar em algumas mixagens para o álbum e se apresentar no Concert for Diana e shows do Live Earth em Londres. Eles completaram mais uma sessão de gravação em Nova York e depois retornaram a Londres para dar os últimos retoques no álbum antes de seu lançamento.
O baterista do Duran Duran, Roger Taylor, criticou a Sony Music por transformar o trabalho do Red Carpet Massacre em "um pesadelo". De acordo com ele, a gravadora queria tornar seu álbum "um pouco pop" e forçou-os a colaborar com Timbaland, o que acabou sendo uma experiência dolorosa. "Nós entregamos um álbum para a Sony que era um álbum de quase som, quase natural, e eles foram como: 'Precisamos de algo um pouco pop, você gostaria de fazer algumas faixas com o Timbaland?' Todo esse projeto foi um pesadelo ", afirmou. Roger Taylor acrescentou: "A coisa foi que tivemos a oportunidade de trabalhar com o Timbaland, então pensamos: 'Ótimo, vamos em frente'. Quando Timbaland viu o violão e o baixo e a bateria entrarem no estúdio, eu acho ele estava mortificado, porque tudo está em uma caixa para aqueles caras ".
| Críticas profissionais                                                      | Críticas profissionais |
| Avaliações da crítica                                                       | Avaliações da crítica  |
| Fonte                                                                       | Avaliação              |
| --------------------------------------------------------------------------- | ---------------------- |
| allmusic                                                                    | [ 1 ]                  |
| BBC Music                                                                   | (Positivo)             |
| Billboard                                                                   | (Sem Nota)             |
| Entertainment Weekly                                                        | B+                     |
| NME                                                                         | (4/10)                 |
| PopMatters                                                                  | (6/10)                 |
| Rolling Stone                                                               | [ 7 ]                  |
| Spin                                                                        | [ 8 ]                  |
| Times Online                                                                | [ 9 ]                  |
| Uncut                                                                       | [ 10 ]                 |
| Esta tabela precisa de ser acompanhada por texto em prosa. Consulte o guia. |                        |

## Faixas
1. "The Valley" - 4:57
2. "Red Carpet Massacre" - 3:17
3. "Nite-Runner" - 3:58
4. "Falling Down" - 5:41
5. "Box Full O' Honey" - 3:10
6. "Skin Divers"  4:24
7. "Tempted"  4:22
8. "Tricked Out" - 2:45
9. "Zoom In" - 3:25
10. "She's Too Much" - 5:30
11. "Dirty Great Monster" - 3:40
12. "Last Man Standing" - 4:05

## Créditos
- Simon Le Bon - Vocal
- John Taylor - Baixo
- Nick Rhodes - Teclados
- Roger Taylor - Bateria